# Gorges de Kola
Gorges de Kola är en ravin i Kamerun.   Den ligger i regionen Norra regionen, i den norra delen av landet, 700 km norr om huvudstaden Yaoundé. Gorges de Kola ligger 292 meter över havet.
Terrängen runt Gorges de Kola är huvudsakligen platt, men åt sydväst är den kuperad. Gorges de Kola ligger nere i en dal. Trakten runt Gorges de Kola är ganska tätbefolkad, med 56 invånare per kvadratkilometer. Närmaste större samhälle är Figuil, 9,9 km söder om Gorges de Kola. Trakten runt Gorges de Kola är en mosaik av jordbruksmark och naturlig växtlighet.